# Варшавское пехотное юнкерское училище
Варша́вское пехо́тное ю́нкерское учи́лище — юнкерское училище вооружённых сил Российской империи, служившее для подготовки пехотных и казачьих офицеров из нижних чинов. Находилось в Варшаве, было открыто в 1864 году. Образовано из юнкерской школы, учрежденной в 1860 году при штабе II армейского корпуса. Сначала училище готовило лишь пехотных офицеров, но в 1868 году в училище по инициативе командующего войсками Варшавского военного округа генерал-фельдмаршала Ф. Ф. Берга был открыт казачий отдел на 50 казачьих юнкеров; с 1870 года он был расширен до 85 юнкеров; в строевом отношении составлял казачью полусотню. Казачий отдел училища готовил офицеров для Донского казачьего войска; упразднён в 1885 году.
Курс обучения, как и во всех российских юнкерских училищах того времени, продолжался два года.
Училище упразднено в 1887 году.

## Начальники
- 02.01.1862 — 10 мая 1874 гг. — Акимов Василий Петрович
- 05.1874 — 30.08.1883 гг. — Левачев Илларион Михайлович

## Преподаватели
- С 1863 по 1866 годы в Варшавском юнкерском училище должность преподавателя истории и географии занимал Николай Михайлович Пржевальский, будущий известный путешественник, исследователь Центральной Азии.

## Известные выпускники
- Вагель, Иван Георгиевич
- Сиверс Фаддей Васильевич
- Лечицкий Платон Алексеевич
- Карнеев Александр Алексеевич[3]